# Garstedt (Dolna Saksonia)
Garstedt – miejscowość i gmina położona w niemieckim kraju związkowym Dolna Saksonia, w powiecie Harburg, należy do gminy zbiorowej (niem. Samtgemeinde) Salzhausen.

## Położenie geograficzne
Garstedt leży w północnej części Pustaci Lüneburskiej. Gmina leży między małą rzeczką Aubach nazywaną też Garlstorfer Aue a Luhe ok. 30 km. na południe od Hamburga. Od wschodu sąsiaduje z gminą Vierhöfen za rzeką Luhe, od południa graniczy z gminą Salzhausen od zachodu z gminą Toppenstedt, a od północy graniczy z gminą Wulfsen.

## Historia
Garstedt został po raz pierwszy wzmiankowany w 1252 r.

## Komunikacja
W promieniu ok. 7 km. z Garstedt znajdują się aż cztery węzły autostradowe; Garlstorf i Thieshope na autostradzie A7 i Winsen-West oraz Winsen-Ost na autostradzie A39. Daje to bardzo dobre usytuowanie komunikacyjne i możliwość szybkiego osiągnięcia takich miast, jak: Winsen (Luhe), Lüneburg, Hamburg i Hanower.

## Turystyka
Bogate zróżnicowanie krajobrazu; lasy, łąki, wrzosowiska, wzgórza, rzeki dają wielkie możliwości rozwoju turystyki. W pobliskim Luhmühlen, dzielnicy gminy Salzhausen, odbywają się krajowe i międzynarodowe zawody hippiczne, a na pobliskiej Luhe można pływać na kajakach. Zimą, kiedy jest dużo śniegu, można zjeżdżać na sankach z pobliskiego wzgórza Hamberg o wys. 78 m.